# Бабиця (Малопольське воєводство)
Бабиця (пол. Babica) — село в Польщі, у гміні Вадовиці Вадовицького повіту Малопольського воєводства.
Населення — 875 осіб (2011).

## Історія
У 1975-1998 роках село належало до Бельського воєводства, підпорядковувалося районній адміністрації у Вадовицях.

## Демографія
Демографічна структура станом на 31 березня 2011 року:
|          | Загалом | Допрацездатний вік | Працездатний вік | Постпрацездатний вік |
| -------- | ------- | ------------------ | ---------------- | -------------------- |
| Чоловіки | 437     | 103                | 289              | 45                   |
| Жінки    | 438     | 107                | 246              | 85                   |
| Разом    | 875     | 210                | 535              | 130                  |